# La Rippe
La Rippe is een gemeente en plaats in het Zwitserse kanton Vaud, en maakt deel uit van het district Nyon.
La Rippe telt 952 inwoners.